# 朱福炘
朱福炘（1903年7月9日—？），男，江苏武进人，中国物理学家、物理教育家，曾任杭州大学物理系系主任、教授，杭州大学副校长。